# Насхорн
Насхорн (  у преводу Носорог) био је немачки најтежи и најјаче наоружани серијски самоходни противтенковски топ, коришћен током Другог светског рата.

## Историјат
Током освајање Пољске 1939. године се показала неопходност увођења самоходних противтенковских топова у наоружање Вермахта. Први покушај израде таквог оружја било је монтирање Чехословачког топа 47 мм ПаК на шасији тенка Панцер I модел Б - Панцерјегер I. Ти самоходни топови заједно са теглећим противавионским топовима 88 мм Флак 18 36/37 и нису оставили неки посебан утисак у борби провив британских и француских тенкова у периоду кратког похода на Запад 1940. године. Након завршетка борби на Западу, Немци су дошли до поражавајућег закључка: оклоп британских тенкова Матилда Мк II није могао да пробије ниједан немачки противтенковски топ. Поучени том чињеницом Немци су пришли преправци противавионског топа 88 мм у противтенковски.
У првим данима операције Барбароса постало је очигледно да су совјетски тенкови КВ-1 и Т-34 били бољи од било ког немачког тенка. Ипак у првој фази рата на Источном фронту главну улогу играла је боља организација и веће ратно искуство немачке армије. Како самоходни противтенковски топови Панцерјегер I са својим топом 47 мм уопште нису имали никакве шансе да пробију оклоп совјетских средњих и тешких тенкова, приступило се тражењу брзог мада привременог решења.
Конструкције самоходних противтенковских топова насталих током 1942. године базиране су искључиво на шасијама застарелих тенкова. Топ 76,2 мм ПаК-34 (р) Л/51 био је постављен на шасији тенка Панцер II (Мардер II - Sd.Kfz.132) и шасији тенка Пансер 38 (т) (Мардер III - Sd.Kfz.139), топ 75 мм ПаК-40/2 на шасији тенка Панцер II (Мардер II - Sd.Kfz.131) и топ 75 м ПаК-40/3 на шасији тенка Панцер 38 (т) (Мардер III - Sd.Kfz.138). Немци су своје противтенковске топове ПаК-40 монтирали и на већем броју заробљених француских тенкова (Мардер I - Sd.Kfz.135). Ове самохотке се нису лоше показале у борби против тенкова КВ-1 и Т-34. Званично ти самоходни противтенковски топови са отвореним врхом надградње носили су назив Panzerjäger - ловац тенкова. Тек са појавом потпуно, добро оклопљених ловаца тенкова (Елефант, Јагдпантер, Хецер, Јагдпанцер IV и Јагдтигер) устаљен је назив самоходни противтенковски топ.
Без обзира на успехе првих самоходних противтенковских топова током 1942. године, јавља се потреба за потенцијално бољим и ефикаснијим самоходним оруђем. Још крајем 1941. године немачки конструктори су решили да употребе шасије тенкова Панцер III и Панцер IV за производњу новог самоходног противтенковског возила. Како су шасије тенкова Панцер III биле преко потребне за израду јуришних топова Штурмгешиц III, одлучено је да се употреби шасија тенка Панцер IV. Фебруара 1942. године фирма Алкет конструисала је на основу шасије тенка Панцер IV и противтенковског топа 88 мм ПаК-43 Л/71 нови самоходни противтенковски топ - Насхорн.

## Наоружање
Самоходни противтенковски топови Насхорн били су наоружани топом 88 мм 43/1 (Л/71). По многим историчарима топ 88 мм- био је најубојитије противтенковско оружје коришћено у Другом светском рату. Топ се по хоризонтали померао по 15 степена улево и удесно, а по вертикали од -5 степена до +15 степана. Бојеви комплет био је различит и кретао се од 24 до 40 граната. Да је самоходни топ Насхор захваљујући свом топу био веома моћно оружје постоје многи примери. Један од њих је и пример Алберта Ернста који је 23. децембра 1943. године уништио 14 совјетских тенкова испаливши притом 21 гранату. То се догодило у околини белоруског града Витебска због чега је Алберт Ернст добио надинак Витебски Тигар. Током децембра 1943. године он је уништио укупно 19 совјетских тенкова због чега је 22. јануара 1944. године предложен за гвоздени крст. Крајем рата Албер Ернст је командовао 1. четом 512. тешког батаљона наоружаног ловцима тенкова Јагдтигер.
Насхорн је својим топом могао са даљине од 4.000 метара да уништи било који тенк или самоходни топ. Марта 1945. године поручник Бекман из 88. тешког армијског батаљона ловаца тенкова је у околини града Марздорф уништио совјетски тенк ЈС-2 са даљине од 4.600 метара.
Помоћно наоружање био је митраљез 7,92 мм МГ-34 или МГ-42 са бојевим комплетом од 600 метака.

## Ратна дејства

### 560. тешки армијски батаљон ловаца тенкова
Прича о настанку 560. батаљона ловаца тенкова, почиње 1942. године на Источном фронту. Септембра 1942. године у састав 27. оклопне дивизије налазио се 127. батаљон ловаца тенкова. Осмог фебруара 1943. године 27. оклопна дивизија била је расформирана, а остатак 127. батаљона ушао је у састав 42. батаљона ловаца тенкова 7. оклопне дивизије. Почетком пролећа 1943. године формиране су и четврте чете за 37., 41. и 42. батаљон, али већ 3. априла донета је одлука да се од тих чета оформи нови 560. тешки армијски батаљон ловаца тенкова (Schwere Heeres Panzerjäger Abteilung 560).
Током априла батаљон је почео са формирањем на територији окупиране Француске и улазио у састав 1. оклопне дивизије 7 армије. 23. априла 1. и 3. чета батаљона (30 самохотки Насхорн) почеле су са пребацивањем на Источни фронт у рејон Курске потковице. Маја месеца придружила им се и 2. чета (15 самохотки Насхорн). 17. јуна 1943. године, командир 560. батаљона ловаца тенкова који се налазио у саставу армијске групе Кемпф, рапортирао је начелнику главног штаба о негодовању у својој јединици. Тачније приликом бојевих дејстава појављивали су се бројни технички дефекти њихових возила.
Јула 1943. године 560. батаљон у саставу 42. армијског корпуса армијске групе Кемпф, био је прва јединица наоружана самоходним противтенковским топовима Насхорн. Батаљон није директно учествовао у Курској бици, али посредно је играо важну улогу у бици, покривајући десни бок 3. оклопног корпуса. До пред крај 1943. године, батаљон је остао у на располагању армијској групи Кемпф (септембра 1943. године, армијска група Кемпф је постала 8. армија). Крајем децембра 1943. и почетком јануара 1944. године, 560-ти батаљон узео је учешће у контранападу 52. корпуса у рејону Кировограда. Априла 1944. године, 560-ти батаљон је опозван са фронта и послат на полигон Милау у Немачку где су се посаде навикавале на ловце тенкова Јагдпантер. У наоружању батаљона стизали су поред Јагдпантера и ловци тенкова Јагдпанцер IV L/70 (V).

### 655. тешки армијски батаљон ловаца тенкова
Формирање 655. батаљона почело је 15. априла 1943. године од остатака 521., 611, и 670. батаљона ловаца тенкова, тешко страдалих у Стаљинградској бици. Формирање батаљона и оспособљавање посада за руковање и коришћење самоходног противтенковског топа Насхорн, трајало је од априла до јуна 1943. године.
Крајем јуна 1943. године, 655. батаљон ушао је у састав групе армија „Центар“, али у Курској бици није учествовао. Батаљон је, заједно са другим мањим јединицама, покушао да на обалама река Десна и Дњепар заустави напредовање Црвене армије. Новембра и децембра 1943. године, батаљон је био у саставу различитих оклопних дивизија 56. оклопног корпуса, у долини реке Припјат. Фебруара 1944. године, 655. батаљон прелази из 56. оклопног корпуса 2. армије у 9. армију, а већ априла из 9. армије назад у 2. армију. Пошто је у том периоду (фебруар-јун) на фронту групе армије „Центар“ било релативно затишје, 56. оклопни корпус заједно са 655. батаљоном прелази 30. маја 1944. године у 4. оклопну армију, улазећи притом у састав групе армија „Северна Украјина“. Од 12. јула до августа, батаљон је дејствовао у рејону Лублина. Августа 1944. године 655. батаљон одлази на полигон Милау, где долази до реорганизације и пренаоружавања ловцима тенкова Јагдпантер и Јагдпанцер IV L/70 (V). Тачније реорганизоване и пренаоружане су само 1. и 2. чета. Сви преостали самоходни противтенковски топови Насхорн из батаљона, сабрани су у 3. чету која је враћена назад на Источни фронт. У новембру 1944. године 3. чета 655. батаљона променила је назив у 669. тешку армијску компанију ловаца тенкова (с. Х. Пз. Јг. Кп.699).

### 525. тешки армијски батаљон ловаца тенкова
Батаљон је формиран 26. августа 1939. године од 3. чете 37. противтенковског батаљона (3./Pz.Abw.Abt.37) и улазио је у састав 1. оклопне дивизије. Септембра 525. батаљон придодат је 1. армији и дислоциран је у Вестфалији. Касно ујесен 1939. године, 525. батаљон је преорганизован у тешки противтенковски батаљон. Том приликом у јединици је експериментално уведен топ 88 мм Флак-18, унапред одређен за борбу против тенкова и рушење трајних одбрамбених грађевина. За време борби у Француској батаљон се налазио у склопу 30. армијског корпуса са којим је вршио напад на Мажино линији. После окончања рата на Западу, батаљон је опет подвргнут реорганизацији - у наоружању су уведени противтенковски топови 5 cm ПаК-38 и 3,7 cm ПаК-36. 525. батаљон је једини од свих противтенковских базаљона узео учешће у Балканској кампањи.
На Источном фронту батаљон је све до почетка 1943. године дејствовао искључиво на Јужном крилу. 17. априла 1943. године 525. противтенковски батаљон је опозвам са Источног фронта и послат у Немачку, да би се тамо пренаоружао самоходним противтенковским топовима Насхорн. Након пренаоружавања јединица је променила назив у 525. тешки армијски батаљон ловаца тенкова (с. Х. Пз. Јг. Абт.525).
8. јуна 1943. године јединица је приспела у Француску где је ушла у састав 15. армије. Већ крајем јула, батаљон је пребачен у јужну Француску, ушавши притом у састав 715. пешадијске дивизије 19. армије. Крајем августа батаљон се поново сели: из Француске прелази у северну Италију, где је до децембра дејствовао у састав 90. оклопногренадирске дивизије, 371. пешадијске дивизије и СС јуришне бригаде "SS Rajshfirer". Задатак батаљона у том периоду био је одбрана обале од могућег савезничког десантног искрцавања. Децембра 525. батаљон је пребачен у околину Рима. 3. јануара 1944. године, 3. чета 525. батаљона приспела је под Монте-Касино, где је ушла у састав 29. оклопногренадирске дивизије 14. армијског корпуса 10. армије. Остале две чете (1. и 2. чета) налазиле су се у рејону Понтекурова до средине јануара, када су придодате 3. оклопногренадирској дивизији, дејствујући по савезничком мостобрану на правцу Анцио - Априлија. Фебруара 1944. године, 1. и 2. чета 525. батаљона, узеле су учешће у контранападу 76. коруса на Нетуно. Средином фебруара батаљону се вратила 3. чета која је такође дејствовала у рејону Нетуна. 14. маја батаљон је пребачен у околину Монте-Касина где је у борби против савезника претрпео велике губитке. Од 28. маја до 20. јуна 1944. године батаљон је био оперативно потчињен команди 26. оклопне дивизије, одступајући заједно са њом ка Ратикофанију. Затим су све преостале самохотке Насхорн предате 1. чети, док ду 2. и 3. чета послате у северну Италију. 
9. септембра 1944. године посаде возила из 1. чете дошле су у Милау да преузму нове ловце тенкова Јагдпантер, док су сви преостали употребљиви Насхорни сабрани у 2. чету. 525. тешки армијски батаљон ловаца тенкова дејствовао је до краја рата у северној Италији, налазећи се притом у различитим јединицама 10. армије. Рецимо, априла 1945. године 2. чета дејствовала је у састав 26. оклопне дивизије, а 3. чета у састав 29. оклопногренадирске дивизије. Неколико исправних самохотки Насхорн, заробила је америчка војска на левој обали реке По, пошто Немци нису могли да их пребаце на другу страну због срушених мостова.

### 93. тешки армијски батаљон ловаца тенкова
Батаљон је формиран 1935. године као 23. противтенковски батаљон (Pz.Abw.Abt.23) у склопу 23. пешадијске дивизије. Октобра 1942. године, батаљон је реорганизован у Pz.Jg.Abt.93 а 23. пешадијска дивизија у 26. оклопну дивизију. Јуна 1943. године батаљон се налазио у Француској, где се састав батаљона обучавао на самоходним противтенковским топовима Насхорн, такође се и људство целе 26. оклопне дивизије налазило на обуци.
Догађаји у лето 1943. године, натерали су Немце да 26. оклопну дивизију пребаце у Италију, заједно са 93. батаљоном који до тог времена још увек није достигао пуну бојеву готовост. Указом од 23. јула батаљон је изведен из састава 26. оклопне дивизије и дислоциран у западну Француску, где је предат 7. армији на располагање. Ту је састав батаљона завршио дообуку заједно са јединицама поново формиране 21. оклопне дивизије (прва 21. оклопна дивизија уништена је у Северној Африци).
Септембра 1943. године 93. батаљон је послат на Источни фронт где је стављена на располагање штабу 6. армије групе армије Југ. Јединица је заузела одбрамбене положаје на обали реке Дњепар. 30. октобра чете батаљона узимају учешће у контранападу на Криви Рог. Након завршеног контранапада на том делу фронта долази до затишја све до краја 1943. године. Фебруара 93. тешки армијски батаљон ловаца тенкова дејствовао је у саставу 24. оклопне дивизије. У пролеће 1944. године. батаљон заједно са јединицама 6. армије држи положаје на обали реке Јужни Буг. На Јужном делу Источног фронта затишје је трајало до 20. августа када су јединице Црвене армије кренуле у општу офанзиву. Батаљон је водио тешке борбе у рејону града Кишињева (Јаши-Кишињевска операција) и на обали реке Прут. У тим борбама батаљону (као и целој 6. армији) је уништена већина људства и борбене технике. Новембра 1944. године батаљон је опозван са фронта и послат у Потсдам на преформирање, после чега је добио нов назив Pz.Jg.Ers.Abt.3''. Током новембра обновљена је 2. чета 93. батаљона, која је послата на Западни фронт. Даља судбина остатка 93. батаљона је неизвесна.

### 519. тешки армијски батаљон ловаца тенкова
1. јуна 1943. године на основу људства из борбене групе Хоп формирана је јединица WK.III, која је 25. августа преформирана у 519. тешки армијски батаљон ловаца тенкова. Лични састав новог батаљона приступио је основној обуци у руковању самоходним топовима Насхорн. Последњи самоходни топ Насхорн стигао је у батаљон новембра 1943. године, након чега је батаљон послат на Источни фронт. Ту је 519. батаљон ушао у састав 3. оклопне армије групе армија Центар. Заједно са 21. тенковским пуком 20. оклопне дивизије, батаљон је децембра 1943. и јануара 1944. године одбијао многе нападе Совјетске војске на правцу Витебска. Јануара 1944. године на том делу фронта дошло је до затишја. Цело пролеће и прву половину лета трајало је затишје које је прекинуто 22. јуна 1944. године моћним нападом Црвене армије у Белорусији - такозвана Операција Багратион. O жестини борбе говори и податак да су од 22. јуна до 30. јуна самоходни топови Насхорн из 519. батаљона уништили 112 Совјетских тенкова. Остаци разбијене 3. оклопне армије били су припојени 4. армији. 1. јула 1944. године преостало људство и техника из 519. батаљона ушли су у састав борбене групе Хоп, да би 4. јула борбена група Хоп поново ушла у 3. оклопну армију. У саставу борбена групе налазило се 15 самохотки Насхорн и 7 јуришних топова. Борбена група Хоп је дејствовала у склопу 212. пешадијске дивизије. Сагласно наређењу од 15. јула 1944. године сви самоходни топови Насхорн пребачени су из борбене групе Хоп у различите јединице, док је људство остало у резерви 3. оклопне армије. Крајем августа то људство послато је у Милау ради обуке за руковањем новим ловцима тенкова - Јагдпантер.

### 88. тешки армијски батаљон ловаца тенкова
Батаљон је формиран у јесен 1940. године од делова Pz.Jg.Ers.Abt.411 (WK), 14./Inf.Reg.52 и 14./Inf.Reg.101 и ушао и састав управо формиране 18. оклопне дивизије. Све до расформирања дивизије септембра 1943. године, батаљон је остао у њеном саставу. Октобра и већим делом новембра 1943. године, 88. батаљон се налазио у склопу 18. оклопногренадирске дивизије, да би крајем новембра био послат у Милау где је требало да изврши преобуку личног састава за руковање самоходним противтенковским топовима Насхорн.
Од фебруара до маја 1944. године, 88 тешки армијски батаљон налазио се на Источном фронту у саставу 1. оклопне армије групе армија Северна Украјина. Батаљон је заједно са јединицама 3. оклопног корпуса водио жестоку борбу на простору Каменец-Подољском. Током марта и априла 1944. године, батаљон је дејствовао заједно са 6. и 17. оклопном дивизијом. Маја месеца самохотке Насхорн из 88. батаљона су први пут водиле борбу против тенкова ЈС-2, који су претходно пробили одбрану 509. тешког тенковског батаљона наоружаног тенковима Тигар.
15. јула 1944. године батаљон је предат 48. корпусу, државши одбрану на линији фронта код Бродама. На том делу фронта ситуација се практично није изменила све до краја 1944. године. Када је јануара 1945. године кренуло наступање Црвене армије, 88. корпус је узео учешће у борбама у Шлезији. Постоје информације да су самохотке Насхорн из 88. корпуса у борби код Катовице биле опремљене инфрацрвеним прибором за ноћно гађање. Марта 1945. године батаљон се налазио у склопу 17. армије код Марздорфа, а у априлу прикључен 8. корпусу. Последњих дана рата 88. тешки армијски батаљон нашао се у окружењу Црвене армије у рејону Прага.

### 669. тешка армијска компанија ловаца тенкова
Август 1944. године, 24 самоходна противтенковска топа Насхорн сакупљена су у 3. чету 655. тешког армијског батаљона ловаца тенкова. Јединица је добила ново име Einzatz Kp. 655 чета и била послата на Источни фронт, где је предата штабу 4. оклопне армије. До краја године чета је водила борбу против јединица Црвена армије. У новембру 1944. године јединица је добила нови назив s.Pz.Jg.Kp. 669. Јануара 1945. године 669 чета борила се у саставу 17. оклопне дивизије 24. оклопног корпуса. Као и 88. тешки армијски батаљон, 669 чета завршила је рат у окружењу око Прага.

## Производња
Самоходни топови Хамел и Насхорн били су први пут представљени Хитлеру октобра 1942. године. Оба возила су изграђена на лични Хитлеров захтев, с тим што је приоритет у развоју дат Хамелу. Ипак након испитивања одлучено је да се од оба модела произведе по 100 возила до маја 1943. године, тачније до почетка Немачке летње офанзиве (по првобитном плану операција у рејону Курска била је планирана за мај 1943. године). Првобитни темпо производње износио је 20 возила месечно, али је предност и овог пута дата Хамелу. До краја рата индустрија Немачке предала је Вермахту и СС-у укупно 494 самоходних противтенковских топова Насхорн.
- 1943 - 345
- 1944 - 133
- 1945 - 16

Серијску производњу Насхорна започела је фирма Дојче Еизенверке у Теплиц-Шонау, фебруара 1943. године,